# Bir Tawil

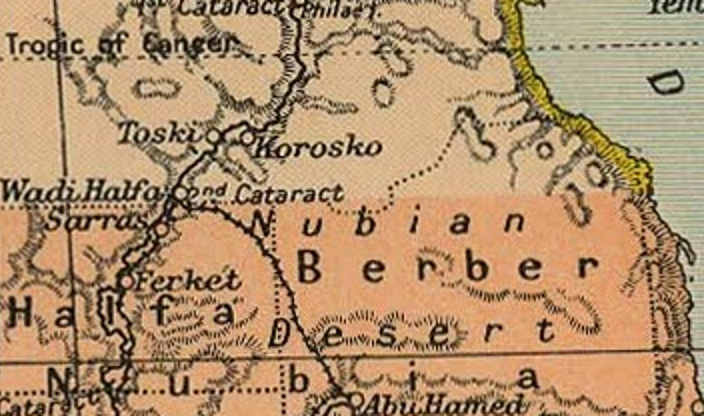
Mapa de 1912 mostrando os atuais territórios de Bir Tawil

Bir Tawil (/bɪr tɑːˈwiːl/; em árabe: بيرطويل) é um território inabitado localizado na fronteira Egito-Sudão, atualmente notável pelo seu estado de terra nullius. Possui uma área de 2 060 quilômetros quadrados e possui o formato de um trapézio, sendo que, seu lado maior, coincide com o 22º paralelo norte.

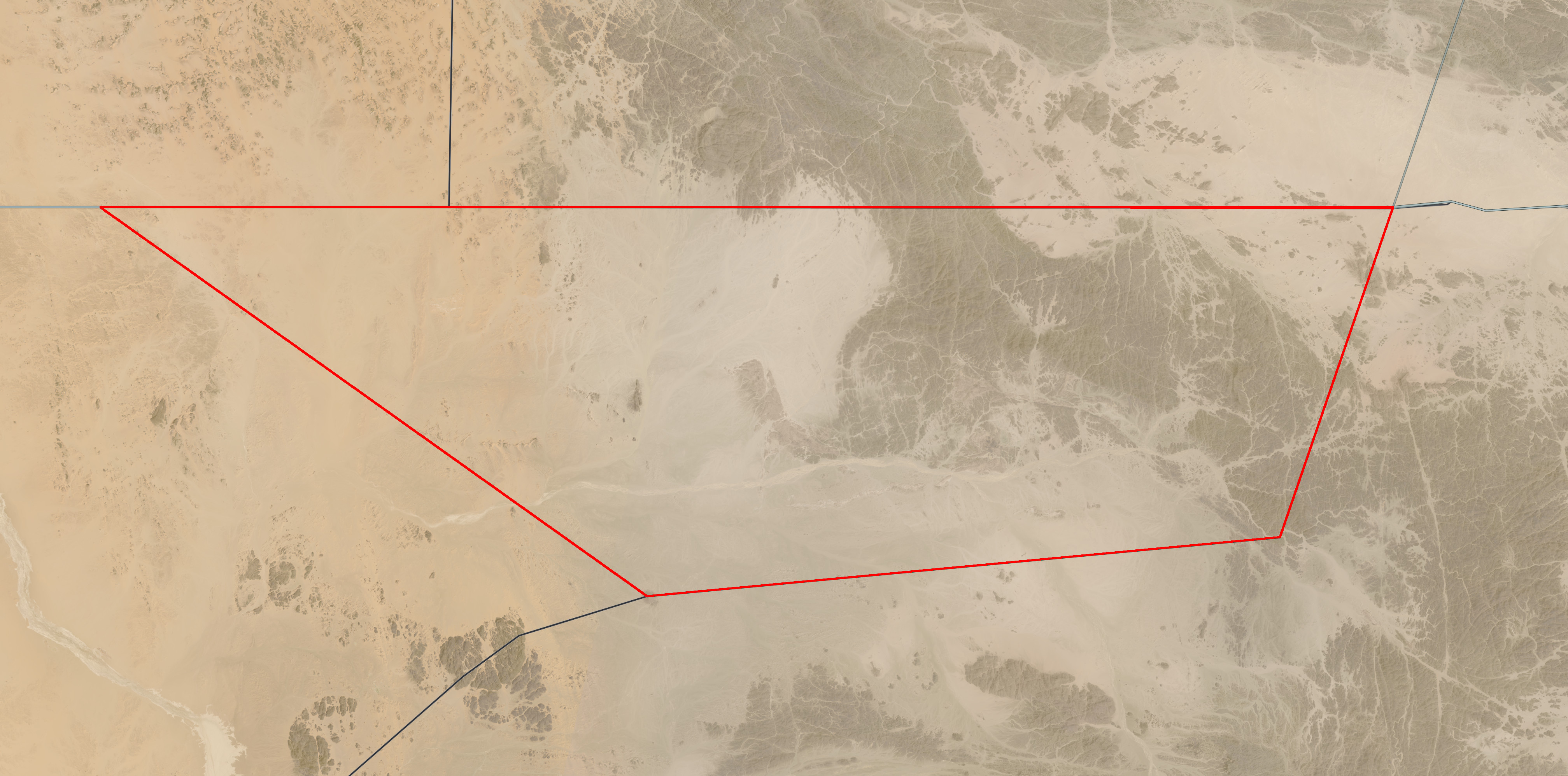
Imagem do satélite Landsat 8 de Bir Tawil (destacado em vermelho) em 2021.

Seu atual estado de terra nullius resulta de uma discrepância entre a fronteira política direta entre o Egito e o Sudão estabelecida em 1899 e a fronteira administrativa irregular estabelecida em 1902. O Egito afirma a fronteira política e o Sudão afirma a fronteira administrativa. Em 2014, o autor Alastair Bonnett descreveu Bir Tawil como o único lugar na Terra que era habitável, mas não reivindicado por nenhum governo reconhecido.

## História
Em 1899, o território foi definido como pertencente ao Sudão (tal como outras áreas ao sul do 22º paralelo norte). Entretanto, em 1902 uma nova fronteira foi definida, colocando Bir Tawil sob administração do Egito e o triângulo de Hala'ib como parte do Sudão, uma vez que Bir Tawil era parte de terras ligadas a tribos egípcias e as tribos do triângulo de Hala'ib eram sudanesas. O Egito não aceitou as mudanças territoriais de 1902 e, e sem nenhum terceiro estado reivindicando soberania sobre a região desde então (muito por conta do clima e da falta de recursos naturais da região), Bir Tawil é uma das poucas áreas terrestres do mundo não reivindicadas por nenhum estado reconhecido.

Territórios reivindicados pelo Egito.
Territórios reivindicados pelo Sudão.
Territórios reivindicados por ambos os países (Egito e Sudão).
Territórios não reivindicados por nenhum país.

### Reivindicações
Devido ao seu status de território não reivindicado de jure, vários indivíduos e organizações tentaram reivindicar Bir Tawil como uma micronação. No entanto, nenhuma foi levada a sério pela comunidade internacional e, devido ao afastamento e ao clima hostil da região, a grande maioria dessas reivindicações foi por declarações postadas online de outros locais. Nenhuma dessas reivindicações, ou quaisquer outras, foram reconhecidas, oficialmente ou de outra forma, por qualquer governo ou organização internacional.
Em junho de 2014, Jeremiah Heaton, um americano de Abingdon, Virgínia, foi até Bir Tawil, com o objetivo de estabelecer o seu próprio reino para que sua filha, naquele ano, com 7 anos, pudesse ser uma princesa "de verdade". Usando uma bandeira desenhada pela própria garota, Jeremiah nomeou o território de Reino do Sudão do Norte. Em entrevistas à mídia americana, Heaton disse que deseja ter reconhecimento oficial do território pelo Egito, Sudão e pela União Africana.

## Geografia

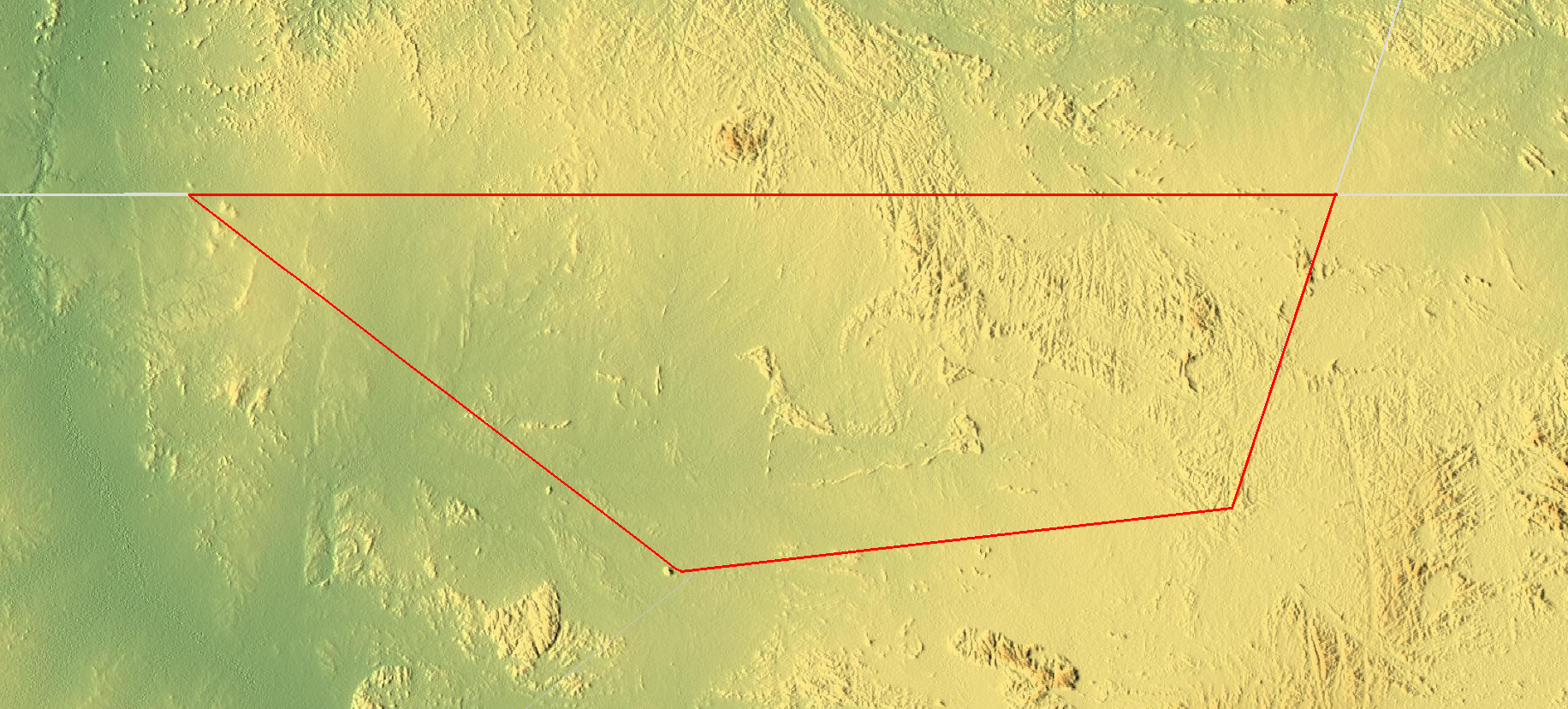
Mapa topográfico de Bir Tawil (destacado em vermelho)

Bir Tawil tem 2 060 quilômetros quadrados de área; o comprimento de suas fronteiras norte e sul são 95 quilômetros e 46 quilômetros, respectivamente; já o comprimento de suas fronteiras leste e oeste são 26 quilômetros e 49 quilômetros, respectivamente. No norte da área, localiza-se a montanha Jabal Tawil, com uma altura de 459 metros.

## Clima
O clima de Bir Tawil é, de acordo com a classificação classificação climática de Köppen, um clima desértico muito quente (Bwh). Durante os meses de verão, aproximadamente três quartos do ano, as temperaturas podem ultrapassar 40 ºC, enquanto os três meses mais quentes (junho a agosto) podem chegar a 45 ºC. Durante os breves invernos, no entanto (dezembro e janeiro sendo os meses mais amenos), Bir Tawil pode experimentar temperaturas mais amenas como 26 ºC, seu pico de temperatura normal.
Como o território fica longe do oceano (estando a pelo menos 200 quilômetros do Mar Vermelho), a faixa de temperatura diurna em toda a região é grande, variando de 18 a 20 ºC, todo o ano.
| Dados climáticos para Bir Tawil | Dados climáticos para Bir Tawil | Dados climáticos para Bir Tawil | Dados climáticos para Bir Tawil | Dados climáticos para Bir Tawil | Dados climáticos para Bir Tawil | Dados climáticos para Bir Tawil | Dados climáticos para Bir Tawil | Dados climáticos para Bir Tawil | Dados climáticos para Bir Tawil | Dados climáticos para Bir Tawil | Dados climáticos para Bir Tawil | Dados climáticos para Bir Tawil | Dados climáticos para Bir Tawil |
| Mês                             | Jan                             | Fev                             | Mar                             | Abr                             | Mai                             | Jun                             | Jul                             | Ago                             | Set                             | Out                             | Nov                             | Dez                             | Ano                             |
| ------------------------------- | ------------------------------- | ------------------------------- | ------------------------------- | ------------------------------- | ------------------------------- | ------------------------------- | ------------------------------- | ------------------------------- | ------------------------------- | ------------------------------- | ------------------------------- | ------------------------------- | ------------------------------- |
| Média alta °C (°F)              | 26 (79)                         | 28 (82)                         | 32 (90)                         | 37 (99)                         | 40 (104)                        | 42 (108)                        | 42 (108)                        | 42 (108)                        | 41 (106)                        | 38 (100)                        | 32 (90)                         | 27 (81)                         | 35.6 (96.3)                     |
| Média baixa °C (°F)             | 7 (45)                          | 8 (46)                          | 11 (52)                         | 16 (61)                         | 20 (68)                         | 22 (72)                         | 24 (75)                         | 24 (75)                         | 22 (72)                         | 19 (66)                         | 13 (55)                         | 9 (48)                          | 16.3 (61.3)                     |
| Fonte: MeteoBlue.com            |                                 |                                 |                                 |                                 |                                 |                                 |                                 |                                 |                                 |                                 |                                 |                                 |                                 |